# Оппенгеймер, Фрэнк
Фрэнк Фридман Оппенгеймер (англ. Frank Friedman Oppenheimer; 14 августа 1912 — 3 февраля 1985) — американский физик, специализировавшийся в физике частиц, животновод, преподаватель физики в Университете Колорадо, основатель научного музея «Эксплораториум» в Сан-Франциско. Он был младшим братом известного физика-теоретика и «отца атомной бомбы» Джулиуса Роберта Оппенгеймера.
Во время работы в Манхэттенском проекте Фрэнк проводил исследования по различным вопросам ядерной физики и сделал вклад в улучшение процесса обогащения урана. После войны его связь с Коммунистической партией США стала основанием для подозрений, и его отстранили от должности преподавателя физики в Миннесотском университете. Из-за маккартизма, Фрэнку был запрещён поиск преподавательской работы в США вплоть до 1957 года, когда ему было позволено занять место учителя естественных наук в одной из средних школ Колорадо. Вслед за этой реабилитацией ему удалось добиться должности в Университете Колорадо. В 1969 году Фрэнк Оппенгеймер основал в Сан-Франциско музей науки «Эксплораториум» и был его первым директором до самой смерти в 1985 году.
В фильме Кристофера Нолана «Оппенгеймер» Фрэнка Оппенгеймера сыграет Дилан Арнольд.